# Église Saint-Germain de Préaux-du-Perche
L'église Saint-Germain est une église catholique située à Préaux-du-Perche, ancienne commune ayant intégré en 2016 Perche en Nocé en France.

## Localisation
L'église est située dans le département français de l'Orne au milieu du bourg de l'ancienne commune de Préaux-du-Perche.

## Historique
L'édifice est bâti au XIIe siècle mais sans doute détruit durant la guerre de Cent Ans par les Anglais. 
Elle fait l'objet de travaux importants au XVe siècle.
Le sol de l'église est rehaussé d'environ soixante centimètres au milieu du XIXe siècle pour lutter contre l'humidité.
Au lendemain de la Première Guerre mondiale, un vitrail représentant saint Louis entouré de 18 Poilus est installé au-dessus du porche principal de l'édifice. 
En 1976 des travaux révèlent une chapelle, des statues et des peintures murales du XVIe siècle.
L'édifice est inscrit au titre des monuments historiques le 20 août 1974.

## Architecture et mobilier
L'église possède un maître-autel de la fin du XVIIe siècle, et sept statues du XVIe siècle,.